# Linh dương sừng nhánh
Linh dương sừng nhánh (danh pháp hai phần: Antilocapra americana) là một loài động vật đặc hữu nội địa tây và trung bộ Bắc Mỹ. Đây là loài duy nhất còn tồn tại thuộc họ Antilocapridae. Trong thời kỳ Pleistocene, 12 loài Antilocapridae đã tồn tại ở Bắc Mỹ.

## Mô tả
Con đực trưởng thành dài 1,3-1,5m từ mũi đến đuôi, chiều cao 81–104 cm (32–41 in) tại vai và cân nặng 36–70 kg (79–154 lb). Con cái cùng chiều cao như con đực nhưng cân nặng 41–50 kg (90–110 lb). Chân có hai móng, không có móng huyền. Thân nhiệt là 38 °C (100 °F).

## Hình ảnh

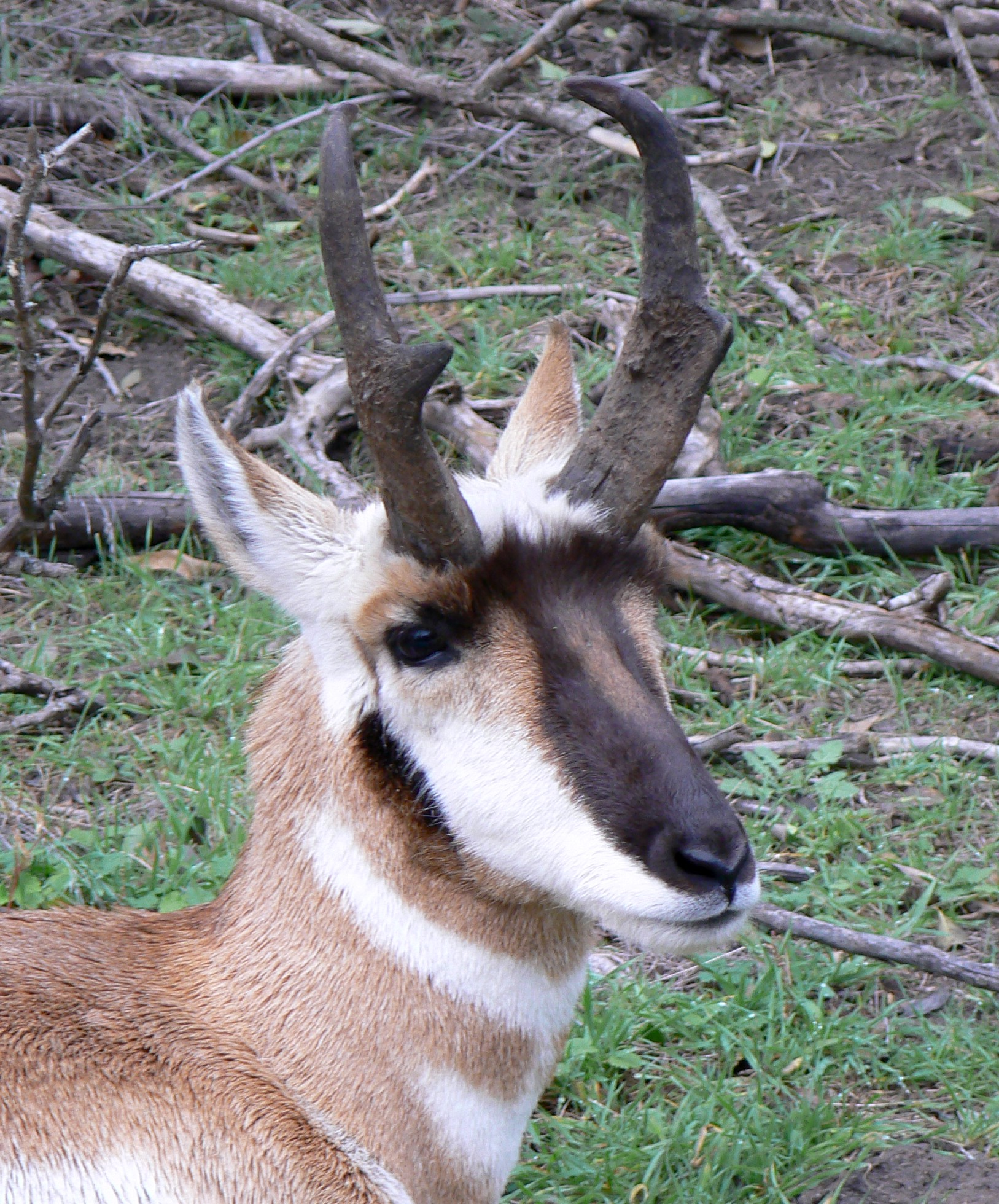
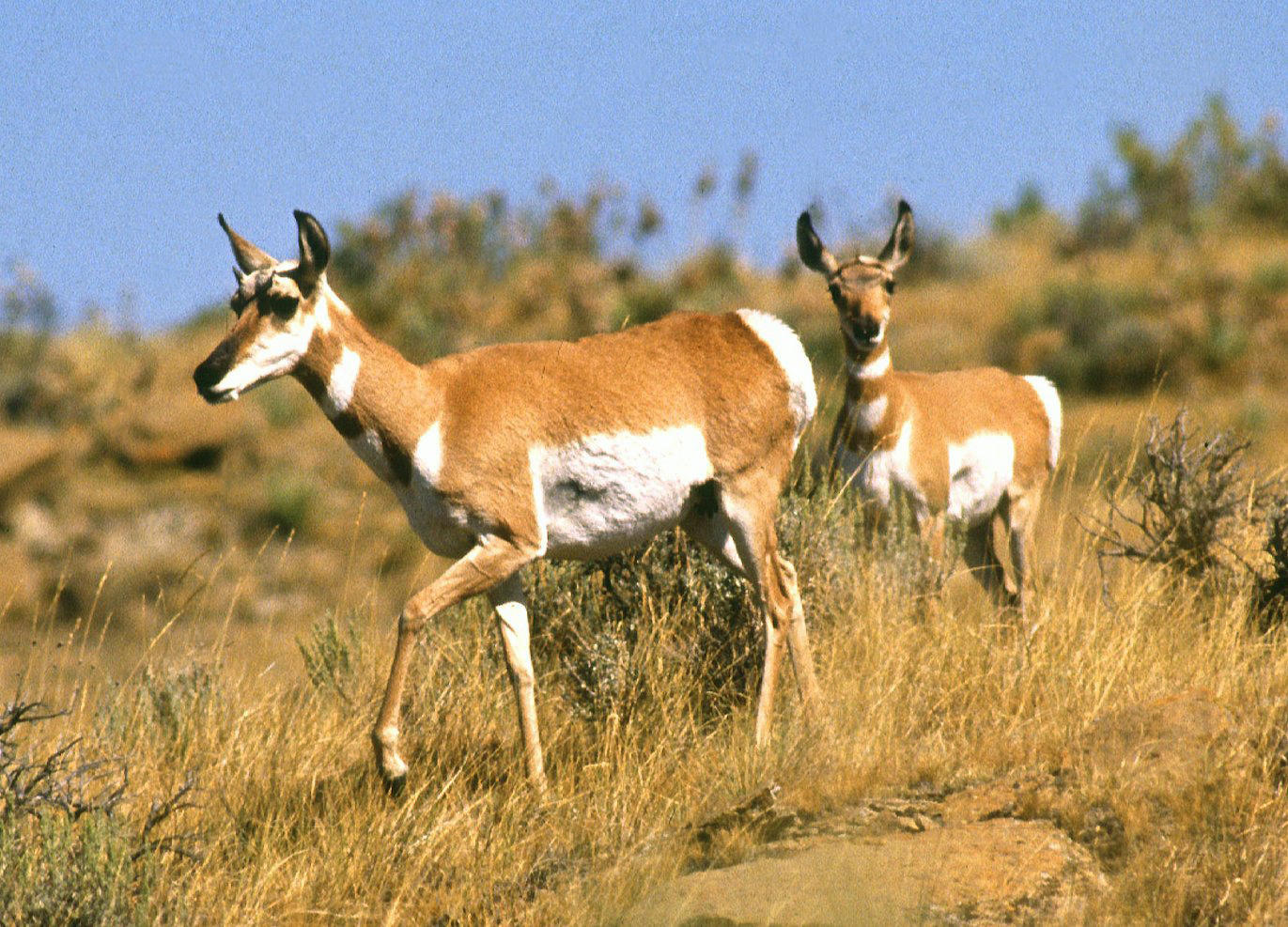
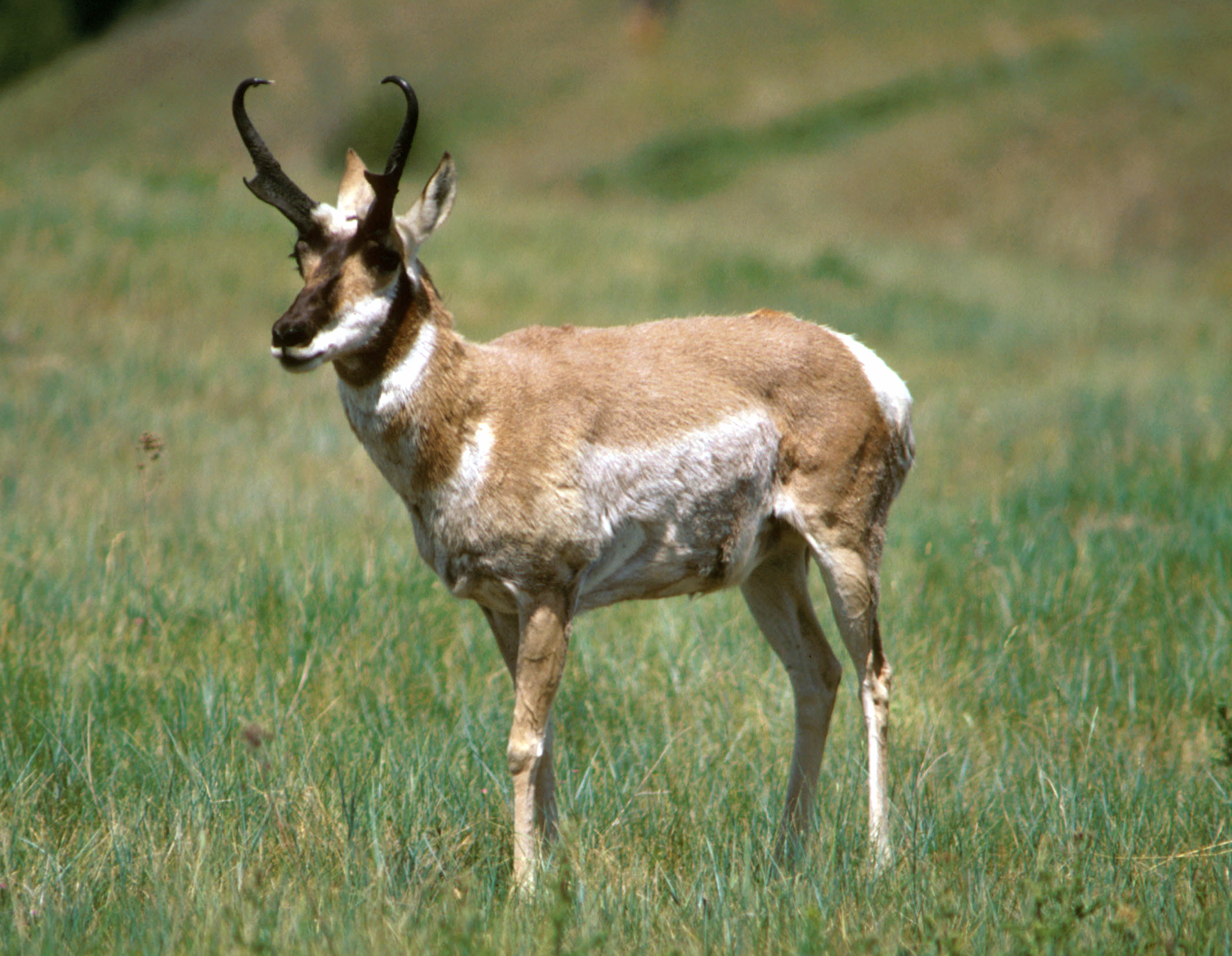
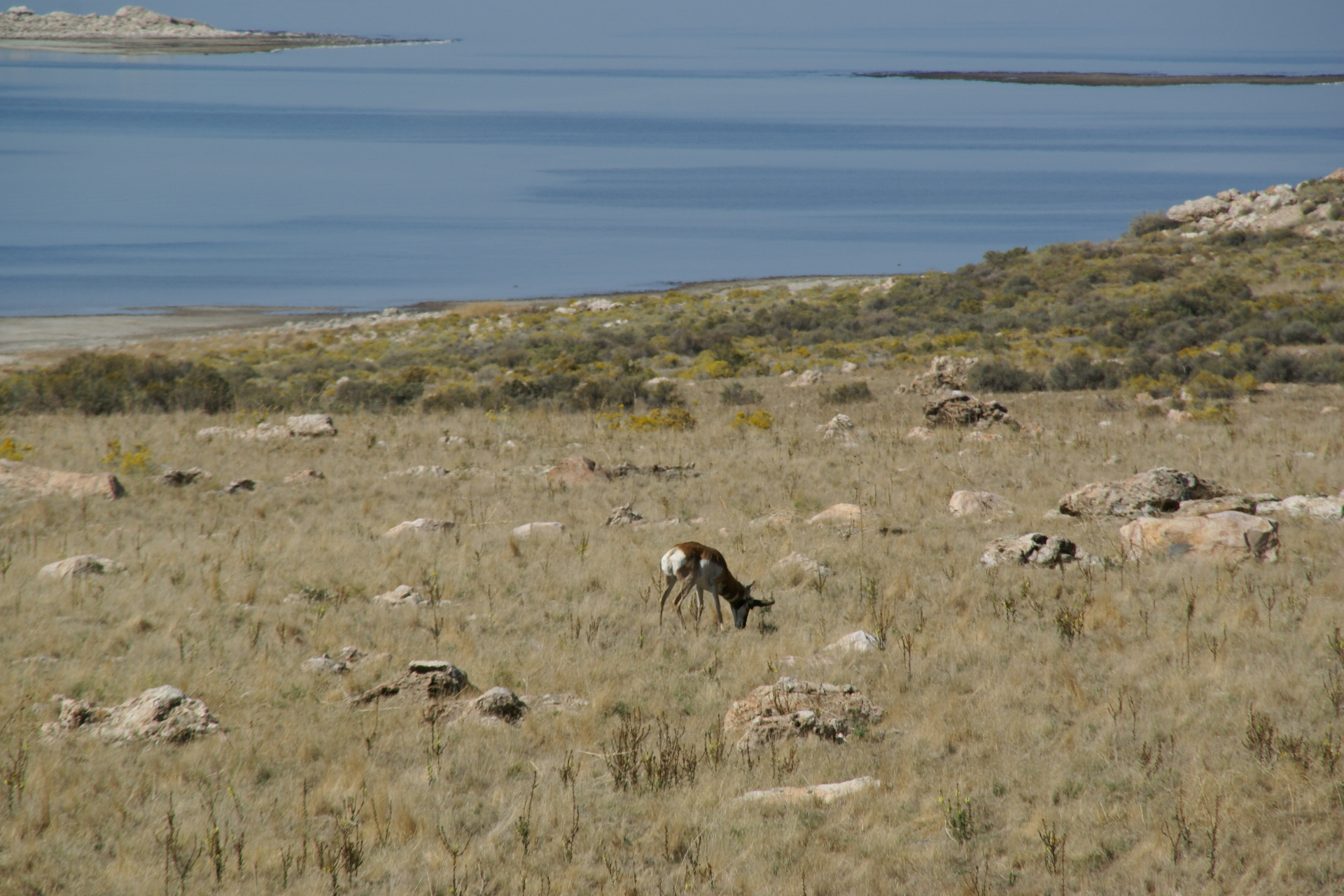